# Společnost katolického apoštolátu
Společnost katolického apoštolátu (Societas Apostolatus Catholici, SAC, pallotini) je řeholní kongregace katolické církve, kterou založil roku 1835 římský kněz Vincenc Pallotti.
Jedním z mnoha příkladů činnosti kongregace je pallotinská misie v Kamerunu, založená roku 1890 v tehdejší německé kolonii.
Pallotini také zřizují školy, např. v USA (St. Vincent Pallotti High School, Laurel, Maryland) či v Německu (gymnázium v Bruchsalu).
V České republice kongregace v roce 2008 spravovala dvě farnosti, Fulnek a Starou Boleslav. Ke konci roku 2008 Starou Boleslav opustila a přesídlila do farnosti Jámy.